# Список багаторазових олімпійських медалістів
У цій статті подано список багаторазових олімпійських медалістів, тобто спортсменів, які вибороли численні олімпійські медалі на літніх та/або зимових Олімпійських іграх. Статистика актуальна станом на завершення Зимових Олімпійських ігор 2022.

## Список багаторазових олімпійських медалістів за кар'єру
Цей список містить спортсменів, що здобули шість або більше олімпійських медалей за свою спортивну кар'єру. Занесено спортсменів, що посіли перші три місця на літніх Олімпійських іграх 1896 і 1900, ще до того, як за ці три місця вручено медалі. Не занесено спортсменів, що здобули медалі на позачергових Олімпійських іграх 1906.
Для простоти, якщо якийсь спортсмен здобув медалі як представник кількох країн, то в списку вказано тільки ту країну, яку він представляв востаннє. Навпроти кожного спортсмена вказано роки тільки тих Олімпійських ігор, де він здобував медалі.
Якщо кілька спортсменів здобули однакову кількість медалей різного ґатунку, то в списку першим йде той, хто виборов більше золотих медалей, далі сортування йде за срібними медалями. Якщо спортсмени здобули однакову кількість золотих, срібних і бронзових медалей, то сортування йде за роками виступів, а далі за абеткою.
| №   | Спортсмен(ка)              | Країна                                                    | Вид спорту                      | Роки      | Ігри         | Стать | Золото | Срібло | Бронза | Загалом |
| --- | -------------------------- | --------------------------------------------------------- | ------------------------------- | --------- | ------------ | ----- | ------ | ------ | ------ | ------- |
| 1   | Майкл Фелпс                | США                                                       | Плавання                        | 2004–2016 | Літні        | Ч     | 23     | 3      | 2      | 28      |
| 2   | Лариса Латиніна            | СРСР                                                      | Гімнастика                      | 1956–1964 | Літні        | Ж     | 9      | 5      | 4      | 18      |
| 3   | Маріт Б'єрген              | Норвегія                                                  | Лижні перегони                  | 2002–2018 | Зимові       | Ж     | 8      | 4      | 3      | 15      |
| 4   | Микола Андріанов           | СРСР                                                      | Гімнастика                      | 1972–1980 | Літні        | Ч     | 7      | 5      | 3      | 15      |
| 5   | Уле-Ейнар Б'єрндален       | Норвегія                                                  | Біатлон                         | 1998–2014 | Зимові       | Ч     | 8      | 4      | 1      | 13      |
| 6   | Борис Шахлін               | СРСР                                                      | Гімнастика                      | 1956–1964 | Літні        | Ч     | 7      | 4      | 2      | 13      |
| 7   | Едоардо Манджаротті        | Італія                                                    | Фехтування                      | 1936–1960 | Літні        | Ч     | 6      | 5      | 2      | 13      |
| 7   | Ірен Вюст                  | Нідерланди                                                | Ковзанярський спорт             | 2006–2022 | Зимові       | Ж     | 6      | 5      | 2      | 13      |
| 9   | Такаші Оно                 | Японія                                                    | Гімнастика                      | 1952–1964 | Літні        | Ч     | 5      | 4      | 4      | 13      |
| 10  | Пааво Нурмі                | Фінляндія                                                 | Легка атлетика                  | 1920–1928 | Літні        | Ч     | 9      | 3      | 0      | 12      |
| 11  | Бірґіт Фішер               | НДР · Німеччина                                           | Веслування на байдарках і каное | 1980–2004 | Літні        | Ж     | 8      | 4      | 0      | 12      |
| 11  | Б'єрн Делі                 | Норвегія                                                  | Лижні перегони                  | 1992–1998 | Зимові       | Ч     | 8      | 4      | 0      | 12      |
| 13  | Като Савао                 | Японія                                                    | Гімнастика                      | 1968–1976 | Літні        | Ч     | 8      | 3      | 1      | 12      |
| 13  | Дженні Томпсон             | США                                                       | Плавання                        | 1992–2004 | Літні        | Ж     | 8      | 3      | 1      | 12      |
| 15  | Ізабелль Верт              | Німеччина                                                 | Кінний спорт                    | 1992–2020 | Літні        | Ж     | 7      | 5      | 0      | 12      |
| 16  | Раян Лохте                 | США                                                       | Плавання                        | 2004–2016 | Літні        | Ч     | 6      | 3      | 3      | 12      |
| 17  | Дара Торрес                | США                                                       | Плавання                        | 1984–2008 | Літні        | Ж     | 4      | 4      | 4      | 12      |
| 18  | Олексій Нємов              | Росія                                                     | Гімнастика                      | 1996–2000 | Літні        | Ч     | 4      | 2      | 6      | 12      |
| 19  | Наталі Коглін              | США                                                       | Плавання                        | 2004–2012 | Літні        | Ж     | 3      | 4      | 5      | 12      |
| 20  | Марк Шпіц                  | США                                                       | Плавання                        | 1968–1972 | Літні        | Ч     | 9      | 1      | 1      | 11      |
| 21  | Метт Бйонді                | США                                                       | Плавання                        | 1984–1992 | Літні        | Ч     | 8      | 2      | 1      | 11      |
| 22  | Віра Чаславська            | Чехословаччина                                            | Гімнастика                      | 1960–1968 | Літні        | Ж     | 7      | 4      | 0      | 11      |
| 23  | Віктор Чукарін             | СРСР                                                      | Гімнастика                      | 1952–1956 | Літні        | Ч     | 7      | 3      | 1      | 11      |
| 23  | Еллісон Фелікс             | США                                                       | Легка атлетика                  | 2004–2020 | Літні        | Ж     | 7      | 3      | 1      | 11      |
| 25  | Карл Осберн                | США (USA)                                                 | Стрільба                        | 1912–1924 | Літні        | Ч     | 5      | 4      | 2      | 11      |
| 26  | Емма Маккеон               | Австралія                                                 | Плавання                        | 2016–2020 | Літні        | Ж     | 5      | 2      | 4      | 11      |
| 27  | Аріанна Фонтана            | Італія                                                    | Шорт-трек                       | 2006–2022 | Зимові       | Ж     | 2      | 4      | 5      | 11      |
| 28  | Карл Льюїс                 | США                                                       | Легка атлетика                  | 1984–1996 | Літні        | Ч     | 9      | 1      | 0      | 10      |
| 29  | Кейті Ледекі               | США                                                       | Плавання                        | 2012–2020 | Літні        | Ж     | 7      | 3      | 0      | 10      |
| 30  | Аладар Геревич             | Угорщина                                                  | Фехтування                      | 1932–1960 | Літні        | Ч     | 7      | 1      | 2      | 10      |
| 31  | Накаяма Акінорі            | Японія                                                    | Гімнастика                      | 1968–1972 | Літні        | Ч     | 6      | 2      | 2      | 10      |
| 32  | Віталій Щербо              | Об'єднана команда · Білорусь                              | Гімнастика                      | 1992–1996 | Літні        | Ч     | 6      | 0      | 4      | 10      |
| 33  | Агнеш Келеті               | Угорщина (HUN)                                            | Гімнастика                      | 1952–1956 | Літні        | Ж     | 5      | 3      | 2      | 10      |
| 33  | Ґері Голл-молодший         | США                                                       | Плавання                        | 1996–2004 | Літні        | Ч     | 5      | 3      | 2      | 10      |
| 35  | Астахова Поліна Григорівна | СРСР                                                      | Гімнастика                      | 1956–1964 | Літні        | Ж     | 5      | 2      | 3      | 10      |
| 36  | Сметаніна Раїса Петрівна   | СРСР · Об'єднана команда                                  | Лижні перегони                  | 1976–1992 | Зимові       | Ж     | 4      | 5      | 1      | 10      |
| 37  | Еллісон Шмітт              | США                                                       | Плавання                        | 2008–2020 | Літні        | Ж     | 4      | 3      | 3      | 10      |
| 38  | Олександр Дитятін          | СРСР                                                      | Гімнастика                      | 1976–1980 | Літні        | Ч     | 3      | 6      | 1      | 10      |
| 39  | Стефанія Бельмондо         | Італія                                                    | Лижні перегони                  | 1992–2002 | Зимові       | Ж     | 2      | 3      | 5      | 10      |
| 40  | Францишка ван Альмсік      | Німеччина                                                 | Плавання                        | 1992–2004 | Літні        | Ж     | 0      | 4      | 6      | 10      |
| 41  | Джейсон Кенні              | Велика Британія                                           | Велоспорт                       | 2008–2020 | Літні        | Ч     | 7      | 2      | 0      | 9       |
| 42  | Хуберт ван Інніс           | Бельгія                                                   | Стрільба з лука                 | 1900–1920 | Літні        | Ч     | 6      | 3      | 0      | 9       |
| 42  | Любов Єгорова              | Об'єднана команда · Росія                                 | Лижні перегони                  | 1992–1994 | Зимові       | Ж     | 6      | 3      | 0      | 9       |
| 44  | Валентина Веццалі          | Італія                                                    | Фехтування                      | 1996–2012 | Літні        | Ж     | 6      | 1      | 2      | 9       |
| 45  | Надя Коменеч               | Румунія (ROU)                                             | Гімнастика                      | 1976–1980 | Літні        | Ж     | 5      | 3      | 1      | 9       |
| 45  | Ян Торп                    | Австралія                                                 | Плавання                        | 2000–2004 | Літні        | Ч     | 5      | 3      | 1      | 9       |
| 47  | Клаудія Пехштайн           | Німеччина                                                 | Ковзанярський спорт             | 1992–2006 | Зимові       | Ж     | 5      | 2      | 2      | 9       |
| 48  | Цукахара Міцуо             | Японія                                                    | Гімнастика                      | 1968–1976 | Літні        | Ч     | 5      | 1      | 3      | 9       |
| 49  | Олександр Попов            | Об'єднана команда · Росія                                 | Плавання                        | 1992–2000 | Літні        | Ч     | 4      | 5      | 0      | 9       |
| 50  | Сікстен Єрнберг            | Швеція                                                    | Лижні перегони                  | 1956–1964 | Зимові       | Ч     | 4      | 3      | 2      | 9       |
| 50  | Людмила Турищева           | СРСР                                                      | Гімнастика                      | 1968–1976 | Літні        | Ж     | 4      | 3      | 2      | 9       |
| 52  | Свен Крамер                | Нідерланди                                                | Ковзанярський спорт             | 2006–2018 | Зимові       | Ч     | 4      | 2      | 3      | 9       |
| 53  | Шарлотта Калла             | Швеція                                                    | Лижні перегони                  | 2010–2018 | Зимові       | Ж     | 3      | 6      | 0      | 9       |
| 54  | Анкі ван Грунсвен          | Нідерланди                                                | Кінний спорт                    | 1992–2012 | Літні        | Ж     | 3      | 5      | 1      | 9       |
| 54  | Лісель Джонс               | Австралія                                                 | Плавання                        | 2000–2012 | Літні        | Ж     | 3      | 5      | 1      | 9       |
| 56  | Джуліо Гаудіні             | Італія (ITA)                                              | Фехтування                      | 1928–1936 | Літні        | Ч     | 3      | 4      | 2      | 9       |
| 56  | Олександр Большунов        | Спортсмени-олімпійці з Росії · Олімпійський комітет Росії | Лижні перегони                  | 2018–2022 | Зимові       | Ч     | 3      | 4      | 2      | 9       |
| 58  | Альфред Сван               | Швеція                                                    | Стрільба                        | 1908–1924 | Літні        | Ч     | 3      | 3      | 3      | 9       |
| 58  | Ейдзо Кеммоцу              | Японія                                                    | Гімнастика                      | 1968–1976 | Літні        | Ч     | 3      | 3      | 3      | 9       |
| 59  | Воронін Михайло Якович     | СРСР                                                      | Гімнастика                      | 1968–1972 | Літні        | Ч     | 2      | 6      | 1      | 9       |
| 60  | Уші Дізль                  | Німеччина                                                 | Біатлон                         | 1992–2006 | Зимові       | Ж     | 2      | 4      | 3      | 9       |
| 61  | Гейккі Саволайнен          | Фінляндія                                                 | Гімнастика                      | 1928–1952 | Літні        | Ч     | 2      | 1      | 6      | 9       |
| 62  | Юрій Титов                 | СРСР                                                      | Гімнастика                      | 1956–1964 | Літні        | Ч     | 1      | 5      | 3      | 9       |
| 63  | Мерлін Отті                | Ямайка                                                    | Легка атлетика                  | 1980–2000 | Літні        | Ж     | 0      | 3      | 6      | 9       |
| 64  | Рей Юрі                    | США (USA)                                                 | Легка атлетика                  | 1900–1908 | Літні        | Ч     | 8      | 0      | 0      | 8       |
| 64  | Усейн Болт                 | Ямайка                                                    | Легка атлетика                  | 2008–2016 | Літні        | Ч     | 8      | 0      | 0      | 8       |
| 66  | Герт Фредрікссон           | Швеція                                                    | Веслування на байдарках і каное | 1948–1960 | Літні        | Ч     | 6      | 1      | 1      | 8       |
| 66  | Данута Козак               | Угорщина                                                  | Веслування на байдарках і каное | 2008–2020 | Літні        | Ж     | 6      | 1      | 1      | 8       |
| 68  | Райнер Клімке              | Об'єднана німецька команда · Західна Німеччина            | Кінний спорт                    | 1964–1988 | Літні        | Ч     | 6      | 0      | 2      | 8       |
| 68  | Ан Хьон Су Віктор Ан       | Південна Корея · Росія                                    | Шорт-трек                       | 2006–2014 | Зимові       | Ч     | 6      | 0      | 2      | 8       |
| 70  | Вілле Рітола               | Фінляндія                                                 | Легка атлетика                  | 1924–1928 | Літні        | Ч     | 5      | 3      | 0      | 8       |
| 71  | Елісабета Ліпе             | Румунія                                                   | Академічне веслування           | 1984–2004 | Літні        | Ж     | 5      | 2      | 1      | 8       |
| 71  | Йоганнес Бо                | Норвегія                                                  | Біатлон                         | 2018–2022 | Зимові       | M     | 5      | 2      | 1      | 8       |
| 73  | Бредлі Віґґінз             | Велика Британія                                           | Велоспорт                       | 2000–2016 | Літні        | Ч     | 5      | 1      | 2      | 8       |
| 73  | Натан Едрієн               | США                                                       | Плавання                        | 2008–2016 | Літні        | Ч     | 5      | 1      | 2      | 8       |
| 75  | Дон Фрейзер                | Австралія                                                 | Плавання                        | 1956–1964 | Літні        | Ж     | 4      | 4      | 0      | 8       |
| 75  | Корнелія Ендер             | НДР                                                       | Плавання                        | 1972–1976 | Літні        | Ж     | 4      | 4      | 0      | 8       |
| 77  | Отто Ольсен                | Норвегія                                                  | Стрільба                        | 1920–1924 | Літні        | Ч     | 4      | 3      | 1      | 8       |
| 77  | Жорж Міз                   | Швейцарія                                                 | Гімнастика                      | 1924–1936 | Літні        | Ч     | 4      | 3      | 1      | 8       |
| 77  | Рікко Гросс                | Німеччина                                                 | Біатлон                         | 1992–2006 | Зимові       | Ч     | 4      | 3      | 1      | 8       |
| 77  | Еміль-Гегле Свендсен       | Норвегія                                                  | Біатлон                         | 2010–2018 | Зимові       | Ч     | 4      | 3      | 1      | 8       |
| 81  | Роланд Маттес              | НДР                                                       | Плавання                        | 1968–1976 | Літні        | Ч     | 4      | 2      | 2      | 8       |
| 81  | Галина Кулакова            | СРСР                                                      | Лижні перегони                  | 1972–1980 | Зимові       | Ж     | 4      | 2      | 2      | 8       |
| 81  | Четиль Андре Омодт         | Норвегія                                                  | Гірськолижний спорт             | 1992–2006 | Зимові       | Ч     | 4      | 2      | 2      | 8       |
| 81  | Свен Фішер                 | Німеччина                                                 | Біатлон                         | 1994–2006 | Зимові       | Ч     | 4      | 2      | 2      | 8       |
| 81  | Інге де Бройн              | Нідерланди                                                | Плавання                        | 2000–2004 | Літні        | Ж     | 4      | 2      | 2      | 8       |
| 81  | Джейсон Лезак              | США                                                       | Плавання                        | 2000–2012 | Літні        | Ч     | 4      | 2      | 2      | 8       |
| 87  | Джованна Трілліні          | Італія                                                    | Фехтування                      | 1992–2008 | Літні        | Ж     | 4      | 1      | 3      | 8       |
| 87  | Кейт Кемпбелл              | Австралія                                                 | Плавання                        | 2008–2020 | Літні        | Ж     | 4      | 1      | 3      | 8       |
| 89  | Каталін Ковач              | Угорщина                                                  | Веслування на байдарках і каное | 2000–2012 | Літні        | Ж     | 3      | 5      | 0      | 8       |
| 90  | Роже Дюкре                 | Франція                                                   | Фехтування                      | 1920–1928 | Літні        | Ч     | 3      | 4      | 1      | 8       |
| 90  | Філіпп Катьо               | Франція                                                   | Фехтування                      | 1920–1936 | Літні        | Ч     | 3      | 4      | 1      | 8       |
| 90  | Карін Енке                 | НДР                                                       | Ковзанярський спорт             | 1980–1988 | Зимові       | Ж     | 3      | 4      | 1      | 8       |
| 90  | Ґунда Німанн-Штірнеманн    | Німеччина                                                 | Ковзанярський спорт             | 1992–1998 | Зимові       | Ж     | 3      | 4      | 1      | 8       |
| 90  | Петрія Томас               | Австралія                                                 | Плавання                        | 1996–2004 | Літні        | Ж     | 3      | 4      | 1      | 8       |
| 90  | Шеллі-Енн Фрейзер-Прайс    | Ямайка                                                    | Легка атлетика                  | 2008–2020 | Літні        | Ж     | 3      | 4      | 1      | 8       |
| 96  | Вероніка Кемпбелл-Браун    | Ямайка                                                    | Легка атлетика                  | 2000–2016 | Літні        | Ж     | 3      | 3      | 2      | 8       |
| 97  | Ширлі Бабашофф             | США                                                       | Плавання                        | 1972–1976 | Літні        | Ж     | 2      | 6      | 0      | 8       |
| 98  | Сьюзі О'Нілл               | Австралія                                                 | Плавання                        | 1992–2000 | Літні        | Ж     | 2      | 4      | 2      | 8       |
| 98  | Ежен Мак                   | Швейцарія                                                 | Гімнастика                      | 1928-1936 | Літні        | Ч     | 2      | 4      | 2      | 8       |
| 99  | Маргіт Коронді             | Угорщина (HUN)                                            | Гімнастика                      | 1952–1956 | Літні        | Ж     | 2      | 2      | 4      | 8       |
| 99  | Софія Муратова             | СРСР                                                      | Гімнастика                      | 1956–1960 | Літні        | Ж     | 2      | 2      | 4      | 8       |
| 99  | Дмитро Саутін              | Об'єднана команда · Росія                                 | Стрибки у воду                  | 1992–2008 | Літні        | Ч     | 2      | 2      | 4      | 8       |
| 99  | Аполо Ентон Оно            | США                                                       | Шорт-трек                       | 2002–2010 | Зимові       | Ч     | 2      | 2      | 4      | 8       |
| 99  | Тіріль Екгофф              | Норвегія                                                  | Біатлон                         | 2014–2022 | Зимові       | Ж     | 2      | 2      | 4      | 8       |
| 104 | Світлана Ромашина          | Росія · Олімпійський комітет Росії                        | Синхронне плавання              | 2008–2020 | Літні        | Ж     | 7      | 0      | 0      | 7       |
| 104 | Кайлеб Дрессел             | США                                                       | Плавання                        | 2016–2020 | Літні        | Ч     | 7      | 0      | 0      | 7       |
| 106 | Кріс Гой                   | Велика Британія                                           | Велоспорт                       | 2000–2012 | Літні        | Ч     | 6      | 1      | 0      | 7       |
| 107 | Наталі Ґайзенберґер        | Німеччина                                                 | Санний спорт                    | 2010–2022 | Зимові       | Ж     | 6      | 0      | 1      | 7       |
| 107 | Пал Ковач                  | Угорщина                                                  | Фехтування                      | 1936–1960 | Літні        | Ч     | 6      | 0      | 1      | 7       |
| 109 | Ендо Юкіо                  | Японія                                                    | Гімнастика                      | 1960–1968 | Літні        | Ч     | 5      | 2      | 0      | 7       |
| 109 | Аарон Пірсол               | США                                                       | Плавання                        | 2000–2008 | Літні        | Ч     | 5      | 2      | 0      | 7       |
| 109 | Мартен Фуркад              | Франція                                                   | Біатлон                         | 2010–2018 | Зимові       | Ч     | 5      | 2      | 0      | 7       |
| 112 | Вілліс Огастес Лі          | США (USA)                                                 | Стрільба                        | 1920      | Літні        | Ч     | 5      | 1      | 1      | 7       |
| 112 | Клас Тунберг               | Фінляндія                                                 | Ковзанярський спорт             | 1924–1928 | Зимові       | Ч     | 5      | 1      | 1      | 7       |
| 112 | Ганс Ґюнтер Вінклер        | Об'єднана німецька команда · Західна Німеччина            | Кінний спорт                    | 1956–1976 | Літні        | Ч     | 5      | 1      | 1      | 7       |
| 112 | Том Джеґер                 | США                                                       | Плавання                        | 1984–1992 | Літні        | Ч     | 5      | 1      | 1      | 7       |
| 112 | Крістіна Егерсегі          | Угорщина                                                  | Плавання                        | 1988–1996 | Літні        | Ж     | 5      | 1      | 1      | 7       |
| 112 | Лариса Лазутіна            | Об'єднана команда · Росія                                 | Лижні перегони                  | 1992–1998 | Зимові       | Ж     | 5      | 1      | 1      | 7       |
| 112 | Дана Воллмер               | США                                                       | Плавання                        | 2004–2016 | Літні        | Ж     | 5      | 1      | 1      | 7       |
| 112 | У Мінься                   | Китай                                                     | Стрибки у воду                  | 2004–2016 | Літні        | Ж     | 5      | 1      | 1      | 7       |
| 112 | Йоганнес Гесфлот Клебо     | Норвегія                                                  | Лижні перегони                  | 2018–2022 | Зимові       | M     | 5      | 1      | 1      | 7       |
| 121 | Іван Пацайкін              | Румунія (ROU)                                             | Веслування на байдарках і каное | 1968–1984 | Літні        | Ч     | 4      | 3      | 0      | 7       |
| 122 | Ейнар Ліберґ               | Норвегія                                                  | Стрільба                        | 1908–1924 | Літні        | Ч     | 4      | 2      | 1      | 7       |
| 122 | Івар Баллангруд            | Норвегія                                                  | Ковзанярський спорт             | 1928–1936 | Зимові       | Ч     | 4      | 2      | 1      | 7       |
| 124 | Чарлз Деніелс              | США (USA)                                                 | Плавання                        | 1904–1908 | Літні        | Ч     | 4      | 1      | 2      | 7       |
| 124 | Ллойд Спунер               | США (USA)                                                 | Стрільба                        | 1920      | Літні        | Ч     | 4      | 1      | 2      | 7       |
| 124 | Сімона Байлс               | США (USA)                                                 | Гімнастика                      | 2016–2020 | Літні        | Ж     | 4      | 1      | 2      | 7       |
| 124 | Кітаджіма Косуке           | Японія                                                    | Плавання                        | 2004–2012 | Літні        | Ч     | 4      | 1      | 2      | 7       |
| 124 | Ліббі Тріккетт             | Австралія                                                 | Плавання                        | 2004–2012 | Літні        | Ж     | 4      | 1      | 2      | 7       |
| 129 | Вільгельм Карлберг         | Швеція                                                    | Стрільба                        | 1908–1924 | Літні        | Ч     | 3      | 4      | 0      | 7       |
| 129 | Утімура Кохей              | Японія                                                    | Гімнастика                      | 2008–2016 | Літні        | Ч     | 3      | 4      | 0      | 7       |
| 131 | Вейкко Гакулінен           | Фінляндія                                                 | Лижні перегони                  | 1952–1960 | Зимові       | Ч     | 3      | 3      | 1      | 7       |
| 131 | Ґрант Гаккетт              | Австралія                                                 | Плавання                        | 2000–2008 | Літні        | Ч     | 3      | 3      | 1      | 7       |
| 131 | Каті Вільгельм             | Німеччина                                                 | Біатлон                         | 2002–2010 | Зимові       | Ж     | 3      | 3      | 1      | 7       |
| 131 | Емілі Сібом                | Австралія                                                 | Плавання                        | 2008–2020 | Літні        | Ж     | 3      | 3      | 1      | 7       |
| 135 | Ееро Мянтюранта            | Фінляндія                                                 | Лижні перегони                  | 1960–1968 | Зимові       | Ч     | 3      | 2      | 2      | 7       |
| 135 | Ірена Шевінська            | Польща                                                    | Легка атлетика                  | 1964–1976 | Літні        | Ж     | 3      | 2      | 2      | 7       |
| 135 | Агнета Андерссон           | Швеція                                                    | Веслування на байдарках і каное | 1984–1996 | Літні        | Ж     | 3      | 2      | 2      | 7       |
| 135 | Пітер ван ден Гогенбанд    | Нідерланди                                                | Плавання                        | 2000–2004 | Літні        | Ч     | 3      | 2      | 2      | 7       |
| 135 | Мартіна Сабликова          | Чехія                                                     | Ковзанярський спорт             | 2010–2022 | Зимові       | Ж     | 3      | 2      | 2      | 7       |
| 135 | Ерік Френцель              | Німеччина                                                 | Лижне двоборство                | 2010–2022 | Зимові       | M     | 3      | 2      | 2      | 7       |
| 135 | Марте Ольсбу-Рейселанн     | Норвегія                                                  | Біатлон                         | 2018–2022 | Зимові       | Ж     | 3      | 2      | 2      | 7       |
| 142 | Ширлі Стрікленд            | Австралія                                                 | Легка атлетика                  | 1948–1956 | Літні        | Ж     | 3      | 1      | 3      | 7       |
| 142 | Сімона Аманар              | Румунія                                                   | Гімнастика                      | 1996–2000 | Літні        | Ж     | 3      | 1      | 3      | 7       |
| 142 | Фелікс Ґоттвальд           | Австрія                                                   | Лижне двоборство                | 2002–2010 | Зимові       | Ч     | 3      | 1      | 3      | 7       |
| 145 | Мар'я-Лійса Кірвесніємі    | Фінляндія                                                 | Лижні перегони                  | 1984–1994 | Зимові       | Ж     | 3      | 0      | 4      | 7       |
| 145 | В'яльбе Олена Валеріївна   | Об'єднана команда · Росія                                 | Лижні перегони                  | 1992–1998 | Зимові       | Ж     | 3      | 0      | 4      | 7       |
| 147 | Густаво Марці              | Італія (ITA)                                              | Фехтування                      | 1928–1936 | Літні        | Ч     | 2      | 5      | 0      | 7       |
| 147 | Марія Гороховська          | СРСР (URS)                                                | Гімнастика                      | 1952      | Літні        | Ж     | 2      | 5      | 0      | 7       |
| 149 | Золтан Халмаї              | Угорщина (HUN)                                            | Плавання                        | 1900–1908 | Літні        | Ч     | 2      | 4      | 1      | 7       |
| 149 | Аманда Бірд                | США                                                       | Плавання                        | 1996–2004 | Літні        | Ж     | 2      | 4      | 1      | 7       |
| 149 | Світлана Хоркіна           | Росія                                                     | Гімнастика                      | 1996–2004 | Літні        | Ж     | 2      | 4      | 1      | 7       |
| 149 | Керсті Ковентрі            | Зімбабве                                                  | Плавання                        | 2004–2008 | Літні        | Ж     | 2      | 4      | 1      | 7       |
| 149 | Міхо Такаґі                | Японія                                                    | Ковзанярський спорт             | 2018–2022 | Зимові       | Ж     | 2      | 4      | 1      | 7       |
| 154 | Ільдіко Рейтьо             | Угорщина                                                  | Фехтування                      | 1960–1976 | Літні        | Ж     | 2      | 3      | 2      | 7       |
| 154 | Карін Бюттнер-Янц          | НДР                                                       | Гімнастика                      | 1968–1972 | Літні        | Ж     | 2      | 3      | 2      | 7       |
| 156 | Павло Ледньов              | СРСР                                                      | Сучасне п'ятиборство            | 1968–1980 | Літні        | Ч     | 2      | 2      | 3      | 7       |
| 156 | Шеннон Міллер              | США                                                       | Гімнастика                      | 1992–1996 | Літні        | Ж     | 2      | 2      | 3      | 7       |
| 156 | Мануела Ді Чента           | Італія                                                    | Лижні перегони                  | 1992–1998 | Зимові       | Ж     | 2      | 2      | 3      | 7       |
| 156 | Мустафіна Алія Фаргатівна  | Росія                                                     | Гімнастика                      | 2012–2016 | Літні        | Ж     | 2      | 2      | 3      | 7       |
| 160 | Андреа Еріґ-Мічерліх       | НДР                                                       | Ковзанярський спорт             | 1976–1988 | Зимові       | Ж     | 1      | 5      | 1      | 7       |
| 160 | Богдан Мусьол              | НДР · Німеччина                                           | Бобслей                         | 1980-1992 | Літні        | Ч     | 1      | 5      | 1      | 7       |
| 160 | Даґмар Газе                | Німеччина                                                 | Плавання                        | 1992–1996 | Літні        | Ж     | 1      | 5      | 1      | 7       |
| 163 | Володимир Смірнов          | СРСР · Казахстан                                          | Лижні перегони                  | 1988-1994 | Зимові       | Ч     | 1      | 4      | 2      | 7       |
| 163 | Денис Аблязін              | Росія · Олімпійський комітет Росії                        | Гімнастика                      | 2012-2020 | Літні        | Ч     | 1      | 4      | 2      | 7       |
| 165 | Масао Такемото             | Японія                                                    | Гімнастика                      | 1952-1960 | Літні        | Ч     | 1      | 3      | 3      | 7       |
| 165 | Йозеф Штальдер             | Швейцарія                                                 | Гімнастика                      | 1948-1952 | Літні        | Ч     | 1      | 3      | 3      | 7       |
| 167 | Пенні Олексяк              | Канада                                                    | Плавання                        | 2016-2020 | Літні        | Ж     | 1      | 2      | 4      | 7       |
| 168 | Хуан Сюечень               | Китай                                                     | Синхронне плавання              | 2008-2020 | Літні        | Ж     | 0      | 5      | 2      | 7       |
| 169 | Рудольф Карпаті            | Угорщина (HUN)                                            | Фехтування                      | 1948–1960 | Літні        | Ч     | 6      | 0      | 0      | 6       |
| 169 | Недо Наді                  | Італія (ITA)                                              | Фехтування                      | 1912-1920 | Літні        | Ч     | 6      | 0      | 0      | 6       |
| 169 | Крістін Отто               | НДР                                                       | Плавання                        | 1988      | Літні        | Ж     | 6      | 0      | 0      | 6       |
| 169 | Емі Ван Дікен              | США                                                       | Плавання                        | 1996–2000 | Літні        | Ж     | 6      | 0      | 0      | 6       |
| 169 | Лідія Скобликова           | СРСР                                                      | Ковзанярський спорт             | 1960–1964 | Зимові       | Ж     | 6      | 0      | 0      | 6       |
| 169 | Тобіас Арльт               | Німеччина                                                 | Санний спорт                    | 2014-2022 | Зимові       | Ч     | 6      | 0      | 0      | 6       |
| 169 | Тобіас Вендль              | Німеччина                                                 | Санний спорт                    | 2014-2022 | Зимові       | Ч     | 6      | 0      | 0      | 6       |
| 176 | Неллі Кім                  | СРСР                                                      | Гімнастика                      | 1976–1980 | Літні        | Ж     | 5      | 1      | 0      | 6       |
| 176 | Антон Гайда                | США                                                       | Гімнастика                      | 1904      | Літні        | Ч     | 5      | 1      | 0      | 6       |
| 176 | Оле Лілле-Ольсен           | Норвегія                                                  | Стрільба                        | 1920-1924 | Літні        | Ч     | 5      | 1      | 0      | 6       |
| 176 | Дон Сколландер             | США                                                       | Плавання                        | 1964–1968 | Літні        | Ч     | 5      | 1      | 0      | 6       |
| 176 | Томас Альсґорд             | Норвегія                                                  | Лижні перегони                  | 1994-2002 | Зимові       | Ч     | 5      | 1      | 0      | 6       |
| 176 | Лора Кенні                 | Велика Британія                                           | Велоспорт                       | 2012-2020 | Літні        | Ж     | 5      | 1      | 0      | 6       |
| 176 | Елейн Томпсон-Гера         | Ямайка                                                    | Легка атлетика                  | 2016-2020 | Літні        | Ж     | 5      | 1      | 0      | 6       |
| 183 | Стівен Редгрейв            | Велика Британія                                           | Академічне веслування           | 1984-2000 | Літні        | Ч     | 5      | 0      | 1      | 6       |
| 183 | Алфред Лейн                | США                                                       | Стрільба                        | 1912-1920 | Літні        | Ч     | 5      | 0      | 1      | 6       |
| 183 | Джонні Вайссмюллер         | США                                                       | Плавання Водне поло             | 1924-1928 | Літні        | Ч     | 5      | 0      | 1      | 6       |
| 183 | Бонні Блер                 | США                                                       | Ковзанярський спорт             | 1988–1994 | Зимові       | Ж     | 5      | 0      | 1      | 6       |
| 183 | Джорджета Дам'ян-Андрунаке | Румунія                                                   | Академічне веслування           | 2000-2008 | Літні        | Ж     | 5      | 0      | 1      | 6       |
| 183 | Цзоу Кай                   | Китай                                                     | Гімнастика                      | 2008-2012 | Літні        | Ч     | 5      | 0      | 1      | 6       |
| 183 | Ліза Керрінгтон            | Нова Зеландія                                             | Веслування на байдарках і каное | 2012-2020 | Літні        | Ж     | 5      | 0      | 1      | 6       |
| 183 | Міссі Франклін             | США                                                       | Плавання                        | 2012-2016 | Літні        | Ж     | 5      | 0      | 1      | 6       |
| 191 | Крістіан д'Оріола          | Франція                                                   | Фехтування                      | 1948-1956 | Літні        | Ч     | 4      | 2      | 0      | 6       |
| 191 | Люсьєн Годен               | Франція                                                   | Фехтування                      | 1920-1928 | Літні        | Ч     | 4      | 2      | 0      | 6       |
| 191 | Джузеппе Дельфіно          | Італія                                                    | Фехтування                      | 1952-1964 | Літні        | Ч     | 4      | 2      | 0      | 6       |
| 191 | Ольга Корбут               | СРСР                                                      | Гімнастика                      | 1972-1976 | Літні        | Ж     | 4      | 2      | 0      | 6       |
| 191 | Ґо Цзінцзін                | Китай                                                     | Стрибки у воду                  | 2000-2008 | Літні        | Ж     | 4      | 2      | 0      | 6       |
| 191 | Яниця Костелич             | Хорватія                                                  | Гірськолижний спорт             | 2002-2006 | Зимові       | Ж     | 4      | 2      | 0      | 6       |
| 191 | Кевін Куске                | Німеччина                                                 | Бобслей                         | 2002-2018 | Зимові       | Ч     | 4      | 2      | 0      | 6       |
| 191 | Чін Чон О                  | Південна Корея                                            | Стрільба                        | 2004-2016 | Літні        | Ч     | 4      | 2      | 0      | 6       |
| 191 | Метт Греверс               | США                                                       | Плавання                        | 2002-2012 | Літні        | Ч     | 4      | 2      | 0      | 6       |
| 191 | Єрген Гробак               | Норвегія                                                  | Лижне двоборство                | 2014-2022 | Зимові       | Ч     | 4      | 2      | 0      | 6       |
| 201 | Кім Су Ньон                | Південна Корея                                            | Стрільба з лука                 | 1988-2000 | Літні        | Ж     | 4      | 1      | 1      | 6       |
| 201 | Леонтін ван Морсел         | Нідерланди                                                | Велоспорт                       | 2000-2004 | Літні        | Ж     | 4      | 1      | 1      | 6       |
| 201 | Олена Новикова-Бєлова      | СРСР                                                      | Фехтування                      | 1968-1980 | Літні        | Ж     | 4      | 1      | 1      | 6       |
| 201 | Віктор Сидяк               | СРСР                                                      | Фехтування                      | 1968-1980 | Літні        | Ч     | 4      | 1      | 1      | 6       |
| 201 | Дойна Іґнат                | Румунія                                                   | Академічне веслування           | 1992-2008 | Літні        | Ж     | 4      | 1      | 1      | 6       |
| 201 | Мюррей Роуз                | Австралія                                                 | Плавання                        | 1956-1960 | Літні        | Ч     | 4      | 1      | 1      | 6       |
| 201 | Катрін Вагнер-Аугустін     | Німеччина                                                 | Веслування на байдарках і каное | 2000-2012 | Літні        | Ж     | 4      | 1      | 1      | 6       |
| 201 | Гунде Сван                 | Швеція                                                    | Лижні перегони                  | 1984-1988 | Зимові       | Ч     | 4      | 1      | 1      | 6       |
| 201 | Шарль Амлен                | Канада                                                    | Шорт-трек                       | 2006-2022 | Зимові       | Ч     | 4      | 1      | 1      | 6       |
| 201 | Ван Мен                    | Китай                                                     | Шорт-трек                       | 2006-2010 | Зимові       | Ж     | 4      | 1      | 1      | 6       |
| 201 | Дар'я Домрачева            | Білорусь                                                  | Біатлон                         | 2010-2018 | Зимові       | Ж     | 4      | 1      | 1      | 6       |
| 201 | Терезе Йогауг              | Норвегія                                                  | Лижні перегони                  | 2010-2022 | Зимові       | Ж     | 4      | 1      | 1      | 6       |
| 201 | Раян Мерфі                 | США                                                       | Плавання                        | 2016-2020 | Літні        | Ч     | 4      | 1      | 1      | 6       |
| 214 | Дьозьо Кульчар             | Угорщина                                                  | Фехтування                      | 1964-1976 | Літні        | Ч     | 4      | 0      | 2      | 6       |
| 215 | Андрея Поллак              | НДР                                                       | Плавання                        | 1976-1980 | Літні        | Ж     | 3      | 3      | 0      | 6       |
| 215 | Ребекка Соні               | США                                                       | Плавання                        | 1920-1928 | Літні        | Ж     | 3      | 3      | 0      | 6       |
| 215 | Анастасія Кузьміна         | Словаччина                                                | Біатлон                         | 2010-2018 | Зимові       | Ж     | 3      | 3      | 0      | 6       |
| 218 | Кнут Гольманн              | Норвегія                                                  | Веслування на байдарках і каное | 1992-2000 | Літні        | Ч     | 3      | 2      | 1      | 6       |
| 218 | Ендрю Гой                  | Австралія                                                 | Кінний спорт                    | 1992-2020 | Літні        | Ч     | 3      | 2      | 1      | 6       |
| 218 | Володимир Назлимов         | СРСР                                                      | Фехтування                      | 1968-1980 | Літні        | Ч     | 3      | 2      | 1      | 6       |
| 218 | Даніела Сіліваш            | Румунія (ROU)                                             | Гімнастика                      | 1988      | Літні        | Ж     | 3      | 2      | 1      | 6       |
| 218 | Лі Нін                     | Китай                                                     | Гімнастика                      | 1984      | Літні        | Ч     | 3      | 2      | 1      | 6       |
| 218 | Герман Вайнгертнер         | Німеччина (GER)                                           | Гімнастика                      | 1896      | Літні        | Ч     | 3      | 2      | 1      | 6       |
| 218 | Джордж Ейсер               | США                                                       | Гімнастика                      | 1904      | Літні        | Ч     | 3      | 2      | 1      | 6       |
| 218 | Міхаель Ґрос               | Західна Німеччина                                         | Плавання                        | 1984-1988 | Літні        | Ч     | 3      | 2      | 1      | 6       |
| 218 | Ренате Штехер              | НДР                                                       | Легка атлетика                  | 1972-1976 | Літні        | Ж     | 3      | 2      | 1      | 6       |
| 218 | Ральф Роуз                 | США                                                       | Легка атлетика                  | 1904-1912 | Літні        | Ч     | 3      | 2      | 1      | 6       |
| 218 | Гальвард Ганевольд         | Норвегія                                                  | Біатлон                         | 1998-2010 | Зимові       | Ч     | 3      | 2      | 1      | 6       |
| 218 | Наташа Янич                | Угорщина                                                  | Веслування на байдарках і каное | 2004-2012 | Літні        | Ж     | 3      | 2      | 1      | 6       |
| 218 | Веґард Ульванґ             | Норвегія                                                  | Лижні перегони                  | 1988-1994 | Зимові       | Ч     | 3      | 2      | 1      | 6       |
| 218 | Юлія Чепалова              | Росія                                                     | Лижні перегони                  | 1998-2006 | Зимові       | Ж     | 3      | 2      | 1      | 6       |
| 218 | Сунь Ян                    | Китай                                                     | Плавання                        | 2012-2016 | Літні        | Ч     | 3      | 2      | 1      | 6       |
| 218 | Тар'єй Бо                  | Норвегія                                                  | Біатлон                         | 2010-2022 | Зимові       | Ч     | 3      | 2      | 1      | 6       |
| 218 | Елі Рейсмен                | США                                                       | Гімнастика                      | 2012-2016 | Літні        | Ж     | 3      | 2      | 1      | 6       |
| 235 | Конрад Фрей                | Німеччина (GER)                                           | Гімнастика                      | 1936      | Літні        | Ч     | 3      | 1      | 2      | 6       |
| 235 | Альфред Шварцманн          | Німеччина (GER) · Німеччина                               | Гімнастика                      | 1936-1952 | Літні        | Ч     | 3      | 1      | 2      | 6       |
| 235 | Леон Штукель               | Югославія (YUG)                                           | Гімнастика                      | 1924-1936 | Літні        | Ч     | 3      | 1      | 2      | 6       |
| 235 | Оскар Сван                 | Швеція                                                    | Стрільба                        | 1908-1920 | Літні        | Ч     | 3      | 1      | 2      | 6       |
| 235 | Кімберлі Род               | США                                                       | Стрільба                        | 1996-2016 | Літні        | Ж     | 3      | 1      | 2      | 6       |
| 235 | Джекі Джойнер-Керсі        | США                                                       | Легка атлетика                  | 1984-1996 | Літні        | Ж     | 3      | 1      | 2      | 6       |
| 235 | Йоган Греттумсбротен       | Норвегія                                                  | Лижні перегони Лижне двоборство | 1924-1932 | Зимові       | Ч     | 3      | 1      | 2      | 6       |
| 235 | Брендан Гансен             | США                                                       | Плавання                        | 2004-2012 | Літні        | Ч     | 3      | 1      | 2      | 6       |
| 235 | Шарлотт Дюжарден           | Велика Британія                                           | Кінний спорт                    | 2012-2020 | Літні        | Ж     | 3      | 1      | 2      | 6       |
| 235 | Сюзанне Схюлтінг           | Нідерланди                                                | Шорт-трек                       | 2018-2022 | Зимові       | Ж     | 3      | 1      | 2      | 6       |
| 245 | Рюдігер Гельм              | НДР                                                       | Веслування на байдарках і каное | 1976-1980 | Літні        | Ч     | 3      | 0      | 3      | 6       |
| 245 | Анджел Мартіно             | США                                                       | Плавання                        | 1992-1996 | Літні        | Ж     | 3      | 0      | 3      | 6       |
| 245 | Тірунеш Дібаба             | Ефіопія                                                   | Легка атлетика                  | 2004-2016 | Літні        | Ж     | 3      | 0      | 3      | 6       |
| 245 | Макс Вітлок                | Велика Британія                                           | Гімнастика                      | 2012-2020 | Літні        | Ч     | 3      | 0      | 3      | 6       |
| 249 | Майкл Пламб                | США                                                       | Кінний спорт                    | 1964-1984 | Літні        | Ч     | 2      | 4      | 0      | 6       |
| 250 | Ріта Кебан                 | Угорщина                                                  | Веслування на байдарках і каное | 1988-2000 | Літні        | Ж     | 2      | 3      | 1      | 6       |
| 250 | Бартон Даунінґ             | США                                                       | Велоспорт                       | 1904      | Літні        | Ч     | 2      | 3      | 1      | 6       |
| 250 | Жорж Бюшар                 | Франція                                                   | Фехтування                      | 1924-1936 | Літні        | Ч     | 2      | 3      | 1      | 6       |
| 250 | Тамара Маніна              | СРСР                                                      | Гімнастика                      | 1956-1964 | Літні        | Ж     | 2      | 3      | 1      | 6       |
| 250 | Лі Сяошуан                 | Китай                                                     | Гімнастика                      | 1992-1996 | Літні        | Ч     | 2      | 3      | 1      | 6       |
| 250 | Шюджі Цурумі               | Японія                                                    | Гімнастика                      | 1960-1964 | Літні        | Ч     | 2      | 3      | 1      | 6       |
| 250 | Вероніка Кокеля            | Румунія (ROU) · Румунія                                   | Академічне веслування           | 1988-2000 | Літні        | Ж     | 2      | 3      | 1      | 6       |
| 250 | Ван Їфу                    | Китай                                                     | Стрільба                        | 1984-2004 | Літні        | Ч     | 2      | 3      | 1      | 6       |
| 250 | Альберт Гельґеруд          | Норвегія                                                  | Стрільба                        | 1908-1920 | Літні        | Ч     | 2      | 3      | 1      | 6       |
| 250 | Майкл Клім                 | Австралія                                                 | Плавання                        | 1996-2004 | Літні        | Ч     | 2      | 3      | 1      | 6       |
| 250 | Сергій Чепіков             | СРСР · Об'єднана команда · Росія                          | Біатлон                         | 1988-2006 | Зимові       | Ч     | 2      | 3      | 1      | 6       |
| 250 | Вольфґанґ Гоппе            | НДР · Німеччина                                           | Бобслей                         | 1984-1994 | Зимові       | Ч     | 2      | 3      | 1      | 6       |
| 250 | Клаудія Нюстад             | Німеччина                                                 | Лижні перегони                  | 2002-2014 | Зимові       | Ж     | 2      | 3      | 1      | 6       |
| 250 | Лі Син Хун                 | Південна Корея                                            | Ковзанярський спорт             | 2010-2022 | Зимові       | Ч     | 2      | 3      | 1      | 6       |
| 264 | Йозеф Некерманн            | Об'єднана німецька команда · Західна Німеччина            | Кінний спорт                    | 1960-1972 | Літні        | Ч     | 2      | 2      | 2      | 6       |
| 264 | Філіпп Рібу                | Франція                                                   | Фехтування                      | 1980-1988 | Літні        | Ч     | 2      | 2      | 2      | 6       |
| 264 | Роберт Гаррет              | США                                                       | Легка атлетика                  | 1896-1900 | Літні        | Ч     | 2      | 2      | 2      | 6       |
| 264 | Еуженіо Монті              | Італія                                                    | Бобслей                         | 1956-1968 | Зимові       | Ч     | 2      | 2      | 2      | 6       |
| 268 | Марк Тодд                  | Нова Зеландія                                             | Кінний спорт                    | 1984-2012 | Літні        | Ч     | 2      | 1      | 3      | 6       |
| 268 | Лавінія Мілошовіч          | Румунія                                                   | Гімнастика                      | 1992-1996 | Літні        | Ж     | 2      | 1      | 3      | 6       |
| 268 | Даніела Гунґер             | НДР · Німеччина                                           | Плавання                        | 1988-1992 | Літні        | Ж     | 2      | 1      | 3      | 6       |
| 268 | Армін Цеггелер             | Італія                                                    | Санний спорт                    | 1994-2014 | Зимові       | Ч     | 2      | 1      | 3      | 6       |
| 268 | Анна Мірс                  | Австралія                                                 | Велоспорт                       | 2004-2016 | Літні        | Ж     | 2      | 1      | 3      | 6       |
| 268 | Юган Ульссон               | Швеція                                                    | Лижні перегони                  | 2006-2014 | Зимові       | Ч     | 2      | 1      | 3      | 6       |
| 274 | Данкан Скотт               | Велика Британія                                           | Плавання                        | 2016-2020 | Літні        | Ч     | 1      | 5      | 0      | 6       |
| 275 | Григорій Місютін           | Об'єднана команда · Україна                               | Гімнастика                      | 1992-1996 | Літні        | Ч     | 1      | 4      | 1      | 6       |
| 275 | Катержина Нойманова        | Чехія                                                     | Лижні перегони                  | 1998-2006 | Зимові       | Ж     | 1      | 4      | 1      | 6       |
| 277 | Ольга Ташш                 | Угорщина                                                  | Гімнастика                      | 1948-1956 | Літні        | Ж     | 1      | 3      | 2      | 6       |
| 277 | Боде Міллер                | США                                                       | Гірськолижний спорт             | 2002-2014 | Зимові       | Ч     | 1      | 3      | 2      | 6       |
| 279 | Раймондо Д'Інцео           | Італія                                                    | Кінний спорт                    | 1956-1972 | Літні        | Ч     | 1      | 2      | 3      | 6       |
| 279 | Павло Колобков             | СРСР · Об'єднана команда · Росія                          | Фехтування                      | 1988-2004 | Літні        | Ч     | 1      | 2      | 3      | 6       |
| 279 | Сінді Классен              | Канада                                                    | Ковзанярський спорт             | 2002-2006 | Зимові       | Ж     | 1      | 2      | 3      | 6       |
| 282 | Клара Г'юз                 | Канада                                                    | Велоспорт Ковзанярський спорт   | 1996-2010 | Літні Winter | Ж     | 1      | 1      | 4      | 6       |
| 282 | Міка Мюллюля               | Фінляндія                                                 | Лижні перегони                  | 1994-1998 | Зимові       | Ч     | 1      | 1      | 4      | 6       |
| 282 | Аня Персон                 | Швеція                                                    | Гірськолижний спорт             | 2002-2010 | Зимові       | Ж     | 1      | 1      | 4      | 6       |
| 282 | Кайл Чалмерс               | Австралія                                                 | Плавання                        | 2016-2020 | Літні        | Ч     | 1      | 1      | 4      | 6       |
| 282 | Андре де Грассе            | Канада                                                    | Легка атлетика                  | 2016-2020 | Літні        | Ч     | 1      | 1      | 4      | 6       |
| 287 | Даніель Ревеню             | Франція                                                   | Фехтування                      | 1964-1976 | Літні        | Ч     | 1      | 0      | 5      | 6       |
| 288 | Ласло Чех                  | Угорщина                                                  | Плавання                        | 2004-2016 | Літні        | Ч     | 0      | 4      | 2      | 6       |
| 289 | Френк Борепер              | Австралоазія · Австралія                                  | Плавання                        | 1908-1924 | Літні        | Ч     | 0      | 3      | 3      | 6       |
| 290 | П'єро Д'Інцео              | Італія                                                    | Кінний спорт                    | 1956-1972 | Літні        | Ч     | 0      | 2      | 4      | 6       |
| 290 | Роальд Ларсен              | Норвегія                                                  | Ковзанярський спорт             | 1924-1928 | Зимові       | Ч     | 0      | 2      | 4      | 6       |
| 290 | Рінтьє Рітсма              | Нідерланди                                                | Ковзанярський спорт             | 1994-2006 | Зимові       | Ч     | 0      | 2      | 4      | 6       |
| 290 | Дмитро Овчаров             | Німеччина                                                 | Настільний теніс                | 2008-2020 | Літні        | Ч     | 0      | 2      | 4      | 6       |
| 294 | Гаррі Кірвесньємі          | Фінляндія                                                 | Лижні перегони                  | 1980-1998 | Зимові       | Ч     | 0      | 0      | 6      | 6       |

### Хронологія
Хронологія зміни спортсменів, що утримували рекорд за кількістю здобутих медалей. Не враховано медалі, здобуті на позачергових Олімпійських іграх 1906. Враховано перші три місця на Олімпійських іграх 1896 і 1900, ще до того, як за них вручено медалі. Всі рекордсмени в цьому списку були учасниками літніх Олімпійських ігор.
| Кількість медалей | Дата           | Спортсмен(ка)            | Країна          | Вид спорту     | Дисципліна, в якій встановлено рекорд                           | Попередні дисципліни, в яких здобуто медалі                                                                    |
| ----------------- | -------------- | ------------------------ | --------------- | -------------- | --------------------------------------------------------------- | --- |
| 1                 | 6 квітня 1896  | Джеймс Конноллі          | США (USA)       | Легка атлетика | Потрійний стрибок З                                             | – |
| 1                 | 6 квітня 1896  | Александр Тюффері        | Франція (FRA)   | Легка атлетика | Потрійний стрибок С                                             | – |
| 1                 | 6 квітня 1896  | Йоанніс Персакіс         | Греція (GRE)    | Легка атлетика | Потрійний стрибок Б                                             | – |
| 1                 | 6 квітня 1896  | Роберт Гаррет            | США (USA)       | Легка атлетика | Метання диска З                                                 | – |
| 1                 | 6 квітня 1896  | Панайотіс Параскевопулос | Греція (GRE)    | Легка атлетика | Метання диска С                                                 | – |
| 1                 | 6 квітня 1896  | Сотіріос Версіс          | Греція (GRE)    | Легка атлетика | Метання диска Б                                                 | – |
| 2                 | 7 квітня 1896  | Роберт Гаррет            | США (USA)       | Легка атлетика | Стрибки в довжину С                                             | Див. вище |
| 2                 | 7 квітня 1896  | Джеймс Конноллі          | США (USA)       | Легка атлетика | Long jump B                                                     | Див. вище |
| 3                 | 7 квітня 1896  | Роберт Гаррет            | США (USA)       | Легка атлетика | Штовхання ядра З                                                | 1896 – 1 З, 2 С                                                                                                |
| 3                 | 9 квітня 1896  | Карл Шуман               | Німеччина (GER) | Гімнастика     | Опорний стрибок З                                               | 1896 – 1 З, 2 З                                                                                                |
| 3                 | 9 квітня 1896  | Герман Вайнгертнер       | Німеччина (GER) | Гімнастика     | Опорний стрибок B                                               | 1896 – 1 З, 2 З                                                                                                |
| 4                 | 9 квітня 1896  | Герман Вайнгертнер       | Німеччина (GER) | Гімнастика     | Кінь С                                                          | 1896 – 1 З, 2 З                                                                                                |
| 5                 | 9 квітня 1896  | Герман Вайнгертнер       | Німеччина (GER) | Гімнастика     | Кільця С                                                        | 1896 – 1 З, 2 З                                                                                                |
| 6                 | 9 квітня 1896  | Герман Вайнгертнер       | Німеччина (GER) | Гімнастика     | Перекладина З                                                   | 1896 – 1 З, 2 З                                                                                                |
| 6                 | 16 липня 1900  | Роберт Гаррет            | США (USA)       | Легка атлетика | Потрійний стрибок з місця Б                                     | 1896 – 1 З, 2 С, 3 З, 4 С 1900 – 5 Б                                                                           |
| 6                 | 3 вересня 1904 | Рей Юрі                  | США (USA)       | Легка атлетика | Потрійний стрибок з місця З                                     | 1900 – 1 З, 2 З, 3 З 1904 – 4 З, 5 З                                                                           |
| 7                 | 20 липня 1908  | Рей Юрі                  | США (USA)       | Легка атлетика | Стрибок у довжину з місця З                                     | 1900 – 1 З, 2 З, 3 З 1904 – 4 З, 5 З                                                                           |
| 8                 | 23 липня 1908  | Рей Юрі                  | США (USA)       | Легка атлетика | Стрибок у висоту з місця З                                      | 1900 – 1 З, 2 З, 3 З 1904 – 4 З, 5 З                                                                           |
| 8                 | 29 липня 1920  | Карл Осберн              | США (USA)       | Стрільба       | Командні змагання на 300 / 600 м армійською гвинтівкою лежачи З | 1912 – 1 Б, 2 С, 3 С, 4 З 1920 – 5 Б, 6 С, 7 З                                                                 |
| 9                 | 30 липня 1920  | Карл Осберн              | США (USA)       | Стрільба       | 300 м армійською гвинтівкою, стоячи З                           | 1912 – 1 Б, 2 С, 3 С, 4 З 1920 – 5 Б, 6 С, 7 З                                                                 |
| 10                | 31 липня 1920  | Карл Осберн              | США (USA)       | Стрільба       | Довільна гвинтівка серед команд З                               | 1912 – 1 Б, 2 С, 3 С, 4 З 1920 – 5 Б, 6 С, 7 З                                                                 |
| 11                | 27 червня 1924 | Карл Осберн              | США (USA)       | Стрільба       | 600 м довільною гвинтівкою С                                    | 1912 – 1 Б, 2 С, 3 С, 4 З 1920 – 5 Б, 6 С, 7 З                                                                 |
| 11                | 3 серпня 1928  | Пааво Нурмі              | Фінляндія (FIN) | Легка атлетика | 5000 м С                                                        | 1920 – 1 С, 2 З, 3 З, 4 З 1924 – 5 З, 6 З, 7 З, 8 З, 9 З 1928 – 10 З                                           |
| 12                | 4 серпня 1928  | Пааво Нурмі              | Фінляндія (FIN) | Легка атлетика | 3000 м з бар'єрами С                                            | 1920 – 1 С, 2 З, 3 З, 4 З 1924 – 5 З, 6 З, 7 З, 8 З, 9 З 1928 – 10 З                                           |
| 12                | 2 вересня 1960 | Едоардо Манджаротті      | Італія (ITA)    | Фехтування     | Командна рапіра С                                               | 1936 – 1 З 1948 – 2 С, 3 С, 4 Б 1952 – 5 С, 6 С, 7 З, 8 З 1956 – 9 З, 10 З, 11 Б                               |
| 13                | 9 вересня 1960 | Едоардо Манджаротті      | Італія (ITA)    | Фехтування     | Командна шпага З                                                | 1936 – 1 З 1948 – 2 С, 3 С, 4 Б 1952 – 5 С, 6 С, 7 З, 8 З 1956 – 9 З, 10 З, 11 Б                               |
| 13                | 21 жовтня 1964 | Лариса Латиніна          | СРСР (URS)      | Гімнастика     | Командна першість З                                             | 1956 – 1 З, 2 Б, 3 З, 4 З, 5 З, 6 С 1960 – 7 З, 8 З, 9 С, 10 С, 11 Б, 12 З                                     |
| 14                | 21 жовтня 1964 | Лариса Латиніна          | СРСР (URS)      | Гімнастика     | Багатоборство С                                                 | 1956 – 1 З, 2 Б, 3 З, 4 З, 5 З, 6 С 1960 – 7 З, 8 З, 9 С, 10 С, 11 Б, 12 З                                     |
| 15                | 22 жовтня 1964 | Лариса Латиніна          | СРСР (URS)      | Гімнастика     | Опорний стрибок С                                               | 1956 – 1 З, 2 Б, 3 З, 4 З, 5 З, 6 С 1960 – 7 З, 8 З, 9 С, 10 С, 11 Б, 12 З                                     |
| 16                | 22 жовтня 1964 | Лариса Латиніна          | СРСР (URS)      | Гімнастика     | Різновисокі бруси Б                                             | 1956 – 1 З, 2 Б, 3 З, 4 З, 5 З, 6 С 1960 – 7 З, 8 З, 9 С, 10 С, 11 Б, 12 З                                     |
| 17                | 23 жовтня 1964 | Лариса Латиніна          | СРСР (URS)      | Гімнастика     | Колода Б                                                        | 1956 – 1 З, 2 Б, 3 З, 4 З, 5 З, 6 С 1960 – 7 З, 8 З, 9 С, 10 С, 11 Б, 12 З                                     |
| 18                | 23 жовтня 1964 | Лариса Латиніна          | СРСР (URS)      | Гімнастика     | Вільні вправи З                                                 | 1956 – 1 З, 2 Б, 3 З, 4 З, 5 З, 6 С 1960 – 7 З, 8 З, 9 С, 10 С, 11 Б, 12 З                                     |
| 18                | 31 липня 2012  | Майкл Фелпс              | США (USA)       | Плавання       | 200 м батерфляєм С                                              | 2004 – 1 З, 2 Б, 3 Б, 4 З, 5 З, 6 З, 7 З, 8 З 2008 – 9 З, 10 З, 11 З, 12 З, 13 З, 14 З, 15 З, 16 З 2012 – 17 С |
| 19                | 31 липня 2012  | Майкл Фелпс              | США (USA)       | Плавання       | 4×200 м вільним стилем З                                        | 2004 – 1 З, 2 Б, 3 Б, 4 З, 5 З, 6 З, 7 З, 8 З 2008 – 9 З, 10 З, 11 З, 12 З, 13 З, 14 З, 15 З, 16 З 2012 – 17 С |
| 20                | 2 серпня 2012  | Майкл Фелпс              | США (USA)       | Плавання       | 200 м комплексом З                                              | 2004 – 1 З, 2 Б, 3 Б, 4 З, 5 З, 6 З, 7 З, 8 З 2008 – 9 З, 10 З, 11 З, 12 З, 13 З, 14 З, 15 З, 16 З 2012 – 17 С |
| 21                | 3 серпня 2012  | Майкл Фелпс              | США (USA)       | Плавання       | 100 м батерфляєм З                                              | 2004 – 1 З, 2 Б, 3 Б, 4 З, 5 З, 6 З, 7 З, 8 З 2008 – 9 З, 10 З, 11 З, 12 З, 13 З, 14 З, 15 З, 16 З 2012 – 17 С |
| 22                | 4 серпня 2012  | Майкл Фелпс              | США (USA)       | Плавання       | 4×100 м комплексом З                                            | 2004 – 1 З, 2 Б, 3 Б, 4 З, 5 З, 6 З, 7 З, 8 З 2008 – 9 З, 10 З, 11 З, 12 З, 13 З, 14 З, 15 З, 16 З 2012 – 17 С |
| 23                | 7 серпня 2016  | Майкл Фелпс              | США (USA)       | Плавання       | 4×100 вільним стилем З                                          | 2004 – 1 З, 2 Б, 3 Б, 4 З, 5 З, 6 З, 7 З, 8 З 2008 – 9 З, 10 З, 11 З, 12 З, 13 З, 14 З, 15 З, 16 З 2012 – 17 С |
| 24                | 9 серпня 2016  | Майкл Фелпс              | США (USA)       | Плавання       | 200 м батерфляєм З                                              | 2004 – 1 З, 2 Б, 3 Б, 4 З, 5 З, 6 З, 7 З, 8 З 2008 – 9 З, 10 З, 11 З, 12 З, 13 З, 14 З, 15 З, 16 З 2012 – 17 С |
| 25                | 9 серпня 2016  | Майкл Фелпс              | США (USA)       | Плавання       | 4×200 м вільним стилем З                                        | 2004 – 1 З, 2 Б, 3 Б, 4 З, 5 З, 6 З, 7 З, 8 З 2008 – 9 З, 10 З, 11 З, 12 З, 13 З, 14 З, 15 З, 16 З 2012 – 17 С |
| 26                | 11 серпня 2016 | Майкл Фелпс              | США (USA)       | Плавання       | 200 м комплексом З                                              | 2004 – 1 З, 2 Б, 3 Б, 4 З, 5 З, 6 З, 7 З, 8 З 2008 – 9 З, 10 З, 11 З, 12 З, 13 З, 14 З, 15 З, 16 З 2012 – 17 С |
| 27                | 12 серпня 2016 | Майкл Фелпс              | США (USA)       | Плавання       | 100 м батерфляєм С                                              | 2004 – 1 З, 2 Б, 3 Б, 4 З, 5 З, 6 З, 7 З, 8 З 2008 – 9 З, 10 З, 11 З, 12 З, 13 З, 14 З, 15 З, 16 З 2012 – 17 С |
| 28                | 13 серпня 2016 | Майкл Фелпс              | США (USA)       | Плавання       | 4×100 м комплексом З                                            | 2004 – 1 З, 2 Б, 3 Б, 4 З, 5 З, 6 З, 7 З, 8 З 2008 – 9 З, 10 З, 11 З, 12 З, 13 З, 14 З, 15 З, 16 З 2012 – 17 С |

Легенда: З = Золото, С = Срібло, Б = Бронза

## Список багаторазових олімпійських медалістів в індивідуальних дисциплінах за кар'єру
В цьому списку враховано лише індивідуальні дисципліни і не враховано командні.
| №  | Спортсмен(ка)            | Країна                       | Вид спорту                      | Роки      | Ігри   | Стать | Золото | Срібло | Бронза | Загалом |
| -- | ------------------------ | ---------------------------- | ------------------------------- | --------- | ------ | ----- | ------ | ------ | ------ | ------- |
| 1  | Майкл Фелпс              | США                          | Плавання                        | 2000–2016 | Літні  | Ч     | 13     | 2      | 1      | 16      |
| 2  | Лариса Латиніна          | СРСР                         | Гімнастика                      | 1956–1964 | Літні  | Ж     | 6      | 5      | 3      | 14      |
| 3  | Микола Андріанов         | СРСР                         | Гімнастика                      | 1972–1980 | Літні  | Ч     | 6      | 3      | 3      | 12      |
| 4  | Борис Шахлін             | СРСР                         | Гімнастика                      | 1956–1964 | Літні  | Ч     | 6      | 2      | 2      | 10      |
| 5  | Ірен Вюст                | Нідерланди                   | Ковзанярський спорт             | 2006–2022 | Зимові | Ж     | 5      | 4      | 1      | 10      |
| 6  | Маріт Б'єрген            | Норвегія                     | Лижні перегони                  | 2002–2018 | Зимові | Ж     | 5      | 3      | 2      | 10      |
| 7  | Такаші Оно               | Японія                       | Гімнастика                      | 1952–1964 | Літні  | Ч     | 3      | 3      | 4      | 10      |
| 8  | Олексій Нємов            | Росія                        | Гімнастика                      | 1996–2000 | Літні  | Ч     | 3      | 2      | 5      | 10      |
| 9  | Пааво Нурмі              | Фінляндія                    | Легка атлетика                  | 1920–1928 | Літні  | Ч     | 6      | 3      | 0      | 9       |
| 9  | Б'єрн Делі               | Норвегія                     | Лижні перегони                  | 1992–1998 | Зимові | Ч     | 6      | 3      | 0      | 9       |
| 11 | Віктор Чукарін           | СРСР                         | Гімнастика                      | 1952–1956 | Літні  | Ч     | 5      | 3      | 1      | 9       |
| 11 | Като Савао               | Японія                       | Гімнастика                      | 1968–1976 | Літні  | Ч     | 5      | 3      | 1      | 9       |
| 11 | Уле-Ейнар Б'єрндален     | Норвегія                     | Біатлон                         | 1998–2014 | Зимові | Ч     | 5      | 3      | 1      | 9       |
| 14 | Віталій Щербо            | Об'єднана команда · Білорусь | Гімнастика                      | 1992–1996 | Літні  | Ч     | 5      | 0      | 4      | 9       |
| 15 | Рей Юрі                  | США (USA)                    | Легка атлетика                  | 1900–1908 | Літні  | Ч     | 8      | 0      | 0      | 8       |
| 16 | Віра Чаславська          | Чехословаччина               | Гімнастика                      | 1960–1968 | Літні  | Ж     | 7      | 1      | 0      | 8       |
| 16 | Карл Льюїс               | США                          | Легка атлетика                  | 1984–1996 | Літні  | Ч     | 7      | 1      | 0      | 8       |
| 18 | Накаяма Акінорі          | Японія                       | Гімнастика                      | 1968–1972 | Літні  | Ч     | 4      | 2      | 2      | 8       |
| 18 | Четиль Андре Омодт       | Норвегія                     | Гірськолижний спорт             | 1992–2006 | Зимові | Ч     | 4      | 2      | 2      | 8       |
| 18 | Клаудія Пехштайн         | Німеччина                    | Ковзанярський спорт             | 1992–2006 | Зимові | Ж     | 4      | 2      | 2      | 8       |
| 21 | Карін Енке               | НДР                          | Ковзанярський спорт             | 1980–1988 | Зимові | Ж     | 3      | 4      | 1      | 8       |
| 21 | Ґунда Німанн-Штірнеманн  | Німеччина                    | Ковзанярський спорт             | 1992–1998 | Зимові | Ж     | 3      | 4      | 1      | 8       |
| 23 | Олександр Дитятін        | СРСР                         | Гімнастика                      | 1976–1980 | Літні  | Ч     | 2      | 5      | 1      | 8       |
| 24 | Кейті Ледекі             | США                          | Плавання                        | 2012–2020 | Літні  | Ж     | 6      | 1      | 0      | 7       |
| 25 | Клас Тунберг             | Фінляндія                    | Ковзанярський спорт             | 1924–1928 | Зимові | Ч     | 5      | 1      | 1      | 7       |
| 25 | Герт Фредрікссон         | Швеція                       | Веслування на байдарках і каное | 1948–1960 | Літні  | Ч     | 5      | 1      | 1      | 7       |
| 25 | Надя Коменеч             | Румунія (ROU)                | Гімнастика                      | 1976–1980 | Літні  | Ж     | 5      | 1      | 1      | 7       |
| 25 | Крістіна Егерсегі        | Угорщина                     | Плавання                        | 1988–1996 | Літні  | Ж     | 5      | 1      | 1      | 7       |
| 29 | Любов Єгорова            | Об'єднана команда · Росія    | Лижні перегони                  | 1992–1994 | Зимові | Ж     | 4      | 3      | 0      | 7       |
| 30 | Івар Баллангруд          | Норвегія                     | Ковзанярський спорт             | 1928–1936 | Зимові | Ч     | 4      | 2      | 1      | 7       |
| 31 | Сікстен Єрнберг          | Швеція                       | Лижні перегони                  | 1956–1964 | Зимові | Ч     | 3      | 3      | 1      | 7       |
| 32 | Воронін Михайло Якович   | СРСР                         | Гімнастика                      | 1968–1972 | Літні  | Ч     | 2      | 4      | 1      | 7       |
| 32 | Сметаніна Раїса Петрівна | СРСР · Об'єднана команда     | Лижні перегони                  | 1976–1992 | Зимові | Ж     | 2      | 4      | 1      | 7       |
| 32 | Керсті Ковентрі          | Зімбабве                     | Плавання                        | 2004–2008 | Літні  | Ж     | 2      | 4      | 1      | 7       |
| 35 | Стефанія Бельмондо       | Італія                       | Лижні перегони                  | 1992–2002 | Зимові | Ж     | 2      | 3      | 2      | 7       |
| 36 | Аріанна Фонтана          | Італія                       | Шорт-трек                       | 2006–2022 | Зимові | Ж     | 2      | 2      | 3      | 7       |

## Спортсмени, що здобули медалі в різних видах спорту

### На літніх і зимових Олімпійських іграх
| Спортсмен(ка) (країна) | Спортсмен(ка) (країна)          | Літні ігри     | Літні ігри                        | Літні ігри                          | Зимові ігри         | Зимові ігри                                            | Зимові ігри                                                        | Пос.  |
| Спортсмен(ка) (країна) | Спортсмен(ка) (країна)          | Рік            | Медаль                            | Дисципліна                          | Рік                 | Медаль                                                 | Дисципліна                                                         | Пос.  |
| ---------------------- | ------------------------------- | -------------- | --------------------------------- | ----------------------------------- | ------------------- | ------------------------------------------------------ | ------------------------------------------------------------------ | ----- |
|                        | Едді Іган (USA)                 | Антверпен 1920 | 1                                 | Бокс (перша важка вага)             | Лейк-Плесід 1932    | 1                                                      | Бобслей (четвірка)                                                 | [ 2 ] |
|                        | Якоб Туллін Тамс (NOR)          | Берлін 1936    | 2                                 | Вітрильний спорт (8-метровий)       | Шамоні 1924         | 1                                                      | Стрибки з трампліна (індивідуальні змагання на великому трампліні) | [ 3 ] |
|                        | Кріста Лудінґ-Ротенбурґер (GDR) | Сеул           | 2                                 | Велоспорт (спринт)                  | Сараєво 1984        | 1                                                      | Ковзанярський спорт (500 м)                                        | [ 4 ] |
| Калгарі 1988           | Кріста Лудінґ-Ротенбурґер (GDR) | Сеул           | 2                                 | Велоспорт (спринт)                  | 1                   | Ковзанярський спорт (1000 м)                           |                                                                    | [ 4 ] |
| Калгарі 1988           | Кріста Лудінґ-Ротенбурґер (GDR) | Сеул           | 2                                 | Велоспорт (спринт)                  | 2                   | Ковзанярський спорт (500 м)                            |                                                                    | [ 4 ] |
| Альбервіль 1992        | Кріста Лудінґ-Ротенбурґер (GDR) | Сеул           | 2                                 | Велоспорт (спринт)                  | 3                   | Ковзанярський спорт (500 м)                            |                                                                    | [ 4 ] |
|                        | Клара Г'юз (CAN)                | Атланта 1996   | 3                                 | Велоспорт (групова шосейна гонка)   | Солт-Лейк-Сіті 2002 | 3                                                      | Ковзанярський спорт (5000 м)                                       | [ 5 ] |
| Турин 2006             | Клара Г'юз (CAN)                | Атланта 1996   | 3                                 | Велоспорт (групова шосейна гонка)   | 2                   | Ковзанярський спорт (командні перегони переслідування) |                                                                    | [ 5 ] |
| Турин 2006             | Клара Г'юз (CAN)                | Атланта 1996   | 3                                 | Велоспорт (роздільна шосейна гонка) | 1                   | Ковзанярський спорт (5000 м)                           |                                                                    | [ 5 ] |
| Ванкувер 2010          | Клара Г'юз (CAN)                | Атланта 1996   | 3                                 | Велоспорт (роздільна шосейна гонка) | 3                   | Ковзанярський спорт (5000 м)                           |                                                                    | [ 5 ] |
|                        | Лорін Вільямс (USA)             | Афіни 2004     | 2                                 | Легка атлетика (100 м)              | Сочі 2014           | 2                                                      | Бобслей (жіноча двійка)                                            | [ 6 ] |
| Лондон 2012            | Лорін Вільямс (USA)             | 1              | Легка атлетика (естафета 4×100 м) |                                     | Сочі 2014           | 2                                                      | Бобслей (жіноча двійка)                                            | [ 6 ] |
|                        | Едді Альварес (USA)             | Токіо 2020     | 2                                 | Бейсбол                             | Сочі 2014           | 2                                                      | Шорт-трек (естафета 5000 м)                                        |       |

- Їлліс Графстрем став першим, хто здобув медалі в одному й тому самому виді спорту на літніх і зимових Олімпійських іграх, здобувши золоті медалі з фігурного катання на Олімпійських іграх 1920 і перших зимових Олімпійських іграх 1924.
- Едді Іган став першим, хто здобув медалі на зимових і літніх Олімпійських іграх у різних видах спорту. Він єдиний для кого це були золоті медалі.
- Кріста Лудінґ-Ротенбурґер єдина, хто здобув медалі на літніх і зимових Олімпійських іграх в один і той самий рік. (Повторити це більше неможливо, адже літні та зимові Олімпійські ігри розвели по різних роках). А ще вона першою здобула медалі на двох олімпіадах поспіль (літньої після зимової чи навпаки).
- Клара Г'юз єдина багаторазова медалістка і літніх і зимових Олімпійських ігор. Володарка найбільшої кількости медалей серед тих, хто здобув медалі на літніх і зимових іграх.

### На літніх Олімпійських іграх

#### Плавання і водне поло
- Пол Радмілович (GBR)
- Джонні Вайссмюллер (USA)
- Gérard Blitz (BEL)
- Тім Шоу (USA)

#### Інші види спорту на літніх Олімпійських іграх
- Морріс Керксі (USA) (легка атлетика і регбі)
- Едвін Флек (AUS) (легка атлетика і теніс)
- Карч Кірай (USA) (волейбол і пляжний волейбол)
- Отто Гершманн (AUT) (плавання і фехтування)
- Карл Шуман (GER) (гімнастика і боротьба)
- Ребекка Ромеро (GBR) (велоспорт і академічне веслування)
- Росвіта Краузе (GER) (плавання і гандбол)
- Волтер Вайненс (USA) (стрільба і скульптура)
- Альфред Гайош (HUN) (плавання і архітектура)
- Конн Фіндлі (USA) (академічне веслування і вітрильний спорт)
- Маґнус Веґеліус (FIN) (гімнастика і стрільба)
- Велі Ніемінен (FIN) (гімнастика і стрільба)
- Даніель Норлінґ (SWE) (гімнастика і кінний спорт)
- Фріц Гофман (GER) (гімнастика і легка атлетика)
- Освальд Гольмберґ (SWE) (гімнастика і перетягування канату). Утім одна з них - на неофіційних позачергових Олімпійських іграх 1906
- Ґустаф Дюрссен (SWE) (сучасне п'ятиборство і фехтування)

### На зимових Олімпійських іграх

#### Лижні перегони і лижне двоборство
- Торлейф Геуг (NOR)
- Йоган Греттумсбротен (NOR)
- Торальф Стремстад (NOR)
- Оддб'єрн Гаґен (NOR)
- Гейккі Гасу (FIN)

#### Інші види спорту на зимових Олімпійських іграх
- Анфіса Резцова (URS) (біатлон і лижні перегони)
- Зузі Ердманн (GER) (санний спорт і бобслей)
- Ґерда Вайсенштайнер (ITA) (санний спорт і бобслей)
- Ерік Флейм (USA) (ковзанярський спорт і шорт-трек)
- Йорін тер Морс (NED) (ковзанярський спорт і шорт-трек)
- Естер Ледецька (CZE) (гірськолижний спорт і сноубординг)